# Sohyang
Kim So Hyang (Jeolla do Sul, Gwangju, 5 de abril de 1978), artisticamente conhecida como Sohyang. Ela é uma cantora sul-coreana conhecida por sua voz controlada, hábil e desenvolvida, que foi apelidada pela mídia internacional como a "Mariah Carey coreana", além de ser conhecida como a maior soprano da Coreia do Sul. Segundo Sohyang, seu objetivo é usar sua voz para confortar pessoas que estão passando por momentos difíceis. Sohyang também é um autora de ficção, que publica vários romances de fantasia desde 2013, sendo os mais conhecidos deles Crystal Castle e Anaxionn.

## Biografia
Sohyang estudou língua francesa na Universidade de Kyunghee. Aos 20 anos, logo depois do seu casamento, Sohyang foi diagnosticada com câncer do colo do útero. Ela sobreviveu à doença, mas perdeu a capacidade de ter filhos. A cantora é cunhada de JinJoo Lee, guitarrista do grupo DNCE. Em dezembro de 2016, foi premiada no Seoul Success Award na categoria cultural.

## Carreira
Sua estreia ocorreu no de 1996 com o lançamento da canção "MR", no serviço da Naver Music, embora que desde 1992 ela cantava com a banda POS (Música Cristã). Apesar de anos de carreira na Coreia do Sul, avançou internacionalmente a partir de 2014, se tornando a primeira cantora coreana a cantar o hino nacional americano em um jogo da NBA. Ganhou fama, também, ao cantar ao lado do cantor gospel Kirk Franklin. A cantora tem participado de programas de televisão de competição musical, como Immortal Songs 2 e I Am a Singer. Devido ao seu grande desempenho, venceu o Immortal Songs 2 duas vezes seguidas com as canções Lean on Me, de Bill Withers, e Bridge Over Troubled Water, da dupla Simon & Garfunkel.
No filme Moana, da Disney, Sohyang dublou as vozes de canto da personagem coreana. Na primeira metade de 2017, Sohyang apareceu no programa King of Mask Singer como competidora para o segundo aniversário do programa. A cantora ganhou seis vezes seguidas, tornando-se a cantora feminina com maiores números de vitória consecutiva no programa.

## Voz
O timbre de Sohyang é soprano lírico. Seu alcance vocal vai da nota D3 para A6 (G#3 para E6), totalizando 3 oitavos, 3 notas e um semitom. É conhecida pelos vocais poderosos e cheios de emoção, além de uma notável homogeneidade musical e controle meticuloso da voz.

## Filmografia

### Shows de espetáculos
| Ano       | Título              | Emissora | Notas                               |
| --------- | ------------------- | -------- | ----------------------------------- |
| 2012      | I Am a Singer 2     | MBC      | Competidora                         |
| 2014–2016 | Immortal Songs 2    | KBS2     | Competidora, 5 episódios, 2 prêmios |
| 2017      | King of Mask Singer | MBC      | Competidora, 6 prêmios              |

### Aparições em Immortal Songs 2
| Datea                   | Título                            | Número  | Canção                                          |
| ----------------------- | --------------------------------- | ------- | ----------------------------------------------- |
| 18 de outubro de 2014   | Michael Bolton Special            | Ep. 169 | Lean on Me                                      |
| 21 de fevereiro de 2015 | Traditional Folk Songs Special    | Ep. 187 | Arirang Alone (홀로 아리랑)                     |
| 9 de maio de 2015       | English Pop Songs Special         | Ep. 198 | Bridge Over Troubled Water                      |
| 26 de dezembro de 2015  | The Immortal Big Match Special    | Ep. 231 | Everyone (여러분)                               |
| 23 de julho de 2016     | Summer Story With Friends Special | Ep. 261 | Childish Adult (어른 아이) com JK Kim Dong-Wook |